# Kokichi Kimura
Kokichi Kimura (født 12. juli 1961) er en japansk fodboldspiller. Han var i perioden 2012-2014 træner for Laos' fodboldlandshold.